# Through Turbulent Waters
Through Turbulent Waters è un film muto del 1915 diretto da Duncan McRae.

## Trama
Quando Paul Temple, un attore fidanzato alla sua amica Jane, le consiglia di andare a New York per intraprendere la carriera teatrale, la giovane Alice Robinson lascia il West per tentare la fortuna. Jane e Paul si sposano, ma il matrimonio si rivela infelice: lui maltratta la moglie, beve molto e la trascura tanto che alla fine, Jane muore. Dinsmore, suo padre, inizia a indagare sulla sua morte, giurando di vendicarla.
Alice ha trovato una scrittura in una compagnia scalcagnata nella quale viene a recitare Paul sotto falso nome. La giovane cade sotto l'influenza dell'attore e lui, tornato a Broadway, la richiede in una sua commedia nel ruolo di ingenua; poi, la sposa. Ma il matrimonio è falso: quando Alice lo scopre, minaccia Paul dicendogli che vorrebbe che la pistola che usa ogni sera in scena fosse vera per poterlo ammazzare. Alice è diventata una stella del palcoscenico e la commedia dove ha come partner Paul un grande successo: Dinsmore, che ha assistito a una recita, vede nella stessa pistola l'occasione per vendicare la figlia morta, sostituendo i proiettili a salve con vere pallottole. Così, la minaccia di Alice si trasforma in realtà: quando, durante la recita, gli spara, Paul cade morto. La domestica, che aveva sentito il litigio tra i due, racconta della frase minacciosa proferita contro il marito dall'attrice che viene accusata di omicidio. Ma Dinsmore, letto sui giornali dell'accusa contro Alice, confessa il suo delitto e poi si uccide. L'attrice ora accetta l'amore del suo avvocato.

## Produzione
Il film fu prodotto dalla Edison Company. Fu il primo film diretto da Duncan McRae che, dopo l'uscita del film, venne nominato direttore generale della compagnia.

## Distribuzione
Distribuito dalla General Film Company, il film uscì nelle sale cinematografiche USA il 25 giugno 1915.